# Chanel Terrero

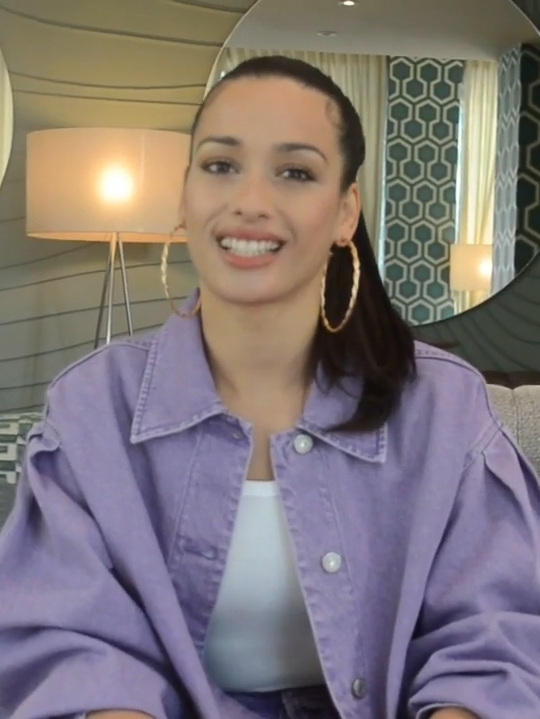
Chanel Terrero (2022)

Chanel Terrero Martínez (* 28. Juli 1991 in Havanna, Kuba), bekannt unter der Namenskurzform Chanel Terrero oder unter ihrem Vornamen Chanel, ist eine kubanisch-spanische Schauspielerin, Sängerin und Tänzerin. Sie vertrat Spanien beim Eurovision Song Contest 2022 mit ihrem ersten Lied SloMo und belegte den dritten Platz. Ihr im Oktober 2022 erschienener Song TOKE ist das offizielle Thema der spanischen Fußballnationalmannschaft für die WM in Katar.

## Leben und Karriere
Chanel zog mit drei Jahren mit ihrer Mutter aus Kuba nach Olesa de Montserrat bei Barcelona. Ihr Name ist eine Hommage an die Designerin Coco Chanel, deren großer Fan ihre Mutter war. Von ihrer Mutter hatte sie auch das Interesse für darstellende Künste und wurde von dieser mit 7 Jahren an einer Schule eingeschrieben, an der sie Gesang, Darstellung und Stepptanz lernte.
Sie war Darstellerin in verschiedenen Musicals wie Mamma Mia!, Flashdance, Bodyguard, Der König der Löwen, Nine oder Fiebre Hamilton. Als Tänzerin trat sie zusammen mit Shakira oder Ruth Lorenzo auf. Des Weiteren ist Chanel Terreno Darstellerin in verschiedenen Fernsehserien, zum Beispiel in Gym Tony (2015–2016), El Secreto de Puente Viejo (2017), Centro médico (2017) oder El inmortal (2022). Sie wirkte auch in dem spanisch-dominikanischen Fernsehfilm El rey de La Habana und im spanischen Komödie Fuga de cerebros 2 mit. Aufgrund dieser beruflichen Verpflichtungen zog sie nach Madrid, das Zentrum der Bühnenkunst in Spanien.
Im Dezember 2021 wurde Chanel als eine von 14 Teilnehmern des spanischen Vorentscheids für den Eurovision Song Contest 2022, dem Benidorm Fest, nominiert. Mit ihrem überhaupt ersten Lied SloMo trat sie im ersten Halbfinale am 26. Januar 2022 an, belegte mit 110 Punkten den ersten Platz und qualifizierte sich für das Finale. Dieses entschied sie am 29. Januar 2022 mit insgesamt 96 Punkten ebenfalls für sich und war somit die Vertreterin Spaniens beim Eurovision Song Contest 2022, wo sie Platz drei erreichte.
Am 25. Oktober 2022 wurde mit Chanels neuer Single der vom TV-Sender RTVE ausgewählte offizielle WM-Song der spanischen Nationalmannschaft für die Fußballweltmeisterschaft in Katar vorgestellt. Dieser soll bei jeder Partie der Nationalelf gespielt werden. Nur Stunden nach der Veröffentlichung hatte das Youtube-Video zum Song schon zig-tausende Abrufe zu verzeichnen.

## Diskografie

### Alben
- 2023: ¡Agua!

### Singles

#### Als Leadkünstlerin
- 2021: SloMo (#9 der deutschen Single-Trend-Charts am 21. Mai 2022[13])
- 2022: TOKE, offizielles Lied der spanischen Fußballnationalmannschaft für die WM in Katar[14]
- 2023: Clavaito (mit Abraham Mateo)
- 2023: P.M.
- 2023: Ping Pong (mit Plazeta)
- 2023: Un Año Más

#### Gastbeiträge
- 2021: Mentira (Alberto Collado feat. Chanel Terrero)
- 2021: México Mágico (mit Malinche Cast)